# Course de côte des Teurses d'Hebecrevon
La Course de côte des Teurses d'Hébécrevon est organisée par l’ASA du Bocage, comité Normandie.
D'une longueur de 2 000 mètres avec une pente moyenne de 6 %, la course a lieu sur les communes d'Hébécrevon et d'Agneaux dans le département de la Manche.
La 40e Course de côte régionale Hébécrevon - Thèreval - Agneaux a eu lieu les 23 et 24 mars 2024.
La 41e Course de côte nationale des Teurses de Thèreval Agneaux a eu lieu les 10 11 12 mai 2024.

## Classements

### Course de côte régionale
| Année                            | Position | Pilote            | Voiture       | Temps    |
| Série A : Voitures de Sport      |          |                   |               |          |
| -------------------------------- | -------- | ----------------- | ------------- | -------- |
| 2024                             | 1        | RENOUF Gaëtan     | Dallara f 305 | 58.863   |
| 2023                             | 1        | ROUSSEAU Frédéric | Speedcar gtr  | 1:05.012 |
| Série B : Voitures de Production |          |                   |               |          |
| 2024                             | 1        | DUPONT Julien     | Volvo tc 10   | 1:06.206 |
| 2023                             | 1        | VERNIER Julien    | Citroën saxo  | 1:10:490 |

### Course de côte nationale
| Année                            | Position | Pilote             | Voiture               | Temps    |
| Série A : Voitures de Sport      |          |                    |                       |          |
| -------------------------------- | -------- | ------------------ | --------------------- | -------- |
| 2024                             | 1        | BOURGEON Fabien    | Revolt 3P0            | 1:48.020 |
| 2024                             | 2        | PERNOT Marc        | Nova Proto NP01 Turbo | 1:48.126 |
| 2024                             | 3        | PONCHANT Fabien    | Tatuus Formula Master | 1:57.483 |
| Série B : Voitures de Production |          |                    |                       |          |
| 2024                             | 1        | POINSIGNON Yannick | BMW M3 E92            | 2:06.525 |